# Nisipari, Constanța
Nisipari (în trecut Caratai, în germană Karatai, în turcă Karatay) este un sat în comuna Castelu din județul Constanța, Dobrogea, România. Se află în partea centrală a județului, în Podișul Medgidiei. La recensământul din 2002 avea o populație de 1862 locuitori. În sat au locuit și germani dobrogeni, de religie evanghelică.

## Învățământul în localitate
Prima școală din Nisipari a funcționat într-una din cele trei geamii de care amintea I.M. Dobrogeanu la 1904. De asemeni, prima grădiniță a fost înființată în anul 1909 și instalată în local propriu, astăzi în ruină.
A existat însă și o școală germană, situată lângă actuala biserică (fosta casă de rugăciune), ce il avea ca învățător pe Rossman, venit din Basarabia (Sarata), despre care se spunea că era iubitor de muzică. După el au urmat Christian Spietel, Liebelt, Arlt (ulterior s-a mutat la Alakapu), Wagner și Eduard Kargel.
Lucrările pentru construirea actualei școli din Nisipari au început în anul 1936 prin contribuția boierului Mihail Valaori, lăcașul primind inițial numele de Iuliu Valaori. Mihail Valaori a întocmit singur planul clădirii, având drept model o fotografie a Școlii Normale din Arad care fusese amenajată ca local de învățământ internat între anii 1928-1929. Învățătorul Tache Bănică i-a sugerat să solicite Ministerului de Resort un plan tip întocmit de specialiști. Valaori a refuzat dar, în urma insistențelor, a modificat planul inițial.
Ceremonia inaugurării Școlii din Nisipari precum și a Dispensarului, a avut loc la data de 25 iunie 1940, moment foarte bine prezentat în paginile presei constănțene din acea vreme.
Cu prilejul inaugurării, Tache Bănică, directorul de atunci al școlii, a fost desconcentrat pentru o lună de zile, la intervenția lui Mihail Valaori, de la Regimentul 38 Infanterie care, la data aceea, se afla la Enigea, în Cadrilater, pentru a pregăti festivitatea.
Învățătorul Tache Bănică povestea că Mihail Valaori a refuzat să-l plătească pe Episcopul Gherontie al Tomisului pentru slujba de sfințire a lăcașurilor amintite, considerând că este de datoria înaltei fețe bisericești să contribuie la oficierea acestui serviciu religios. Tot el preciza că acesta era un obicei în Moscopole, locul de obârșie al familiei Valaori, unde existau 40 de biserici ridicate prin donații particulare.2
Invitații la această ceremonie au participat apoi la o masă festivă organizată într-un salon de clasă unde s-au servit 12 miei pregătiți la proțapul din curtea școlii, după specialitatea macedonenilor3. Parte din această tradiție se păstrează și astăzi.
Dl. Prof. Univ. Dr. Gh. Dumitrașcu povestea că, în anii în care domnia sa a urmat școala primară (1946-1953), încă mai era scris pe frontispiciul de la intrare numele patronului. Directorii care au urmat, fideli regimului politic din acele timpuri și, mai ales, pentru a crește în ochii superiorilor pentru faptele de curaj de care au dat dovadă, fie că l-au acoperit cu ciment, fie că l-au demartelat pentru a nu se mai păstra nimic peste ani.
În anii de după cel de-al doilea Război Mondial, învățământul la Nisipari a continuat, elevilor școlii facilitându-se accesul la lumina cărții cu ajutorul cadrelor didactice care erau fie din sat, fie din localitățile învecinate (în acest caz erau nevoite să facă navetă).
În 1950, învățătorii care activau în școala din sat erau: Constantin Popescu (director), Tache S. Bănică, Elena C. Popescu, Panaitița T. Bănică, Naim A. Nurla și Maria F. Iordache.
În același an, au mai fost numite la școala din Nisipari următoarele cadre didactice: învățătoarea Mărgean Nița, învățătoarea Munteanu Elena, profesorul Letcă Gheorghe și soția sa, învățătoarea Letcă Maria.
Important de reținut este faptul că, în adresele de numire a noilor cadre didactice din sat se stipula ca acestora să le fie asigurate de către comunitatea locală cazarea, hrana și combustibilul pentru iarnă.
Școala din Nisipari a suferit distrugeri la acoperiș, ferestre etc. în anul 1957, de pe urma unei ploi noroioase și un vânt puternic, fapt pentru care Trustul de Construcții Județean Constanța a alocat suma de aproximativ 90 000 lei pentru reparații.
Ca directori, au mai rămas în memoria colectivității nisipărene Ioan Scopilide, Tache Bănică și Gheorghe Letcă.
Prezentul constituie pentru școala din Nisipari, un alt început.
Vechiul lăcaș a fost refăcut în totalitate și modernizat la nivel european cu ajutorul financiar direct al Guvernului României și cel al Primăriei comunei Castelu, între anii 2004-2005. Tot în această perioadă, vechiului corp de clădire al școlii i-a mai fost adăugat unul nou, situat lângă cel dintâi, pentru a facilita accesul la învățătură numărului ridicat de elevi pe care satul îl are în prezent. 
Lângă școală, s-a ridicat în anul 2005 prin proiect guvernamental o modernă sală de sport în care elevii nisipăreni își desfășoară activitățile din aria curriculară de specialitate, dar unde au loc și competițiile sportive la nivel local și județean în care ei sunt implicați, de pe urma cărora au câștigat multe trofee.
La 15 mai 2004, în prezenta unor oficialități județene și comunale, a avut loc inaugurarea reabilitării moderne a vechii clădiri a Școlii cu clasele I-VIII din Nisipari și darea oficială în folosință a Sălii de Sport, în cadrul Primei Întâlniri a Fiilor Satului.
Încălzirea școlii se face pe baza unei centrale cu combustibil lichid și solid; sala de sport este dotată cu centrală proprie cu combustibil gazos.
În prezent, școala are opt săli de clasă în ambele corpuri, în care funcționează un laborator de Științe ale Naturii, cabinete de Geografie, Matematică și Religie.
În anul școlar 2008-2009, școala din Nisipari s-a înscris cu un număr de 223 elevi, din care 110 băieți și 113 fete.
Instituția este conectată la rețeaua de telefonie fixă ROMTELECOM iar de la începutul acestui an școlar la rețeaua INTERNET, este dotată cu fax, iar în ultimii trei ani a fost înzestrată cu un număr de 40 computere, 5 imprimante multifuncționale și 3 xerox-uri. Aceste lucruri s-au realizat prin investiția Consiliului Local Castelu, tocmai pentru a facilita accesul la informație a elevilor și cadrelor didactice.
Biblioteca are spațiu propriu în vechiul corp de clădire, la etaj, posedând un număr de 3674 de volume, din care 2450 beletristică, iar 1224 cărți de specialitate tehnică. La începutul anului școlar 2008-2009 școala a mai primit pentru biblioteca proprie 160 de volume de la Guvernul României. 
În situația de față, biblioteca precum și întregul sistem informațional existent în școală, satisfac parțial nevoile tot mai crescânde de documentare ale elevilor, în special ale celor care susțin anual tezele naționale și nici ale profesorilor de a fi în permanență la curent cu informații actuale pentru a le valorifica în procesul instructiv-educativ.
Biblioteca nu poate deține un rol complex de centru de resurse pentru documentare și informare, nu are baza de date necesară corespunzătoare și nu poate asigura conectarea la informațiile de actualitate cu diferitele organizații nonguvernamentale cu care instituția trebuie să aibă legături strânse de colaborare.
Analizând aceste neajunsuri, d-na prof. Jenica Sava a luat inițiativa în anul școlar 2007-2008 (când a funcționat în această instituție ca profesor suplinitor pe catedra de Geografie) de a înființa în școală un Centru de Documentare și Informare pluridisciplinar, care să ofere elevilor, cadrelor didactice și comunității locale un spațiu de formare, comunicare și informare, un laborator de experimentare a noilor tehnologii educaționale în conformitate cu cerințele europene, un loc de cultură, deschidere, întâlnire și integrare.
Astfel, în luna mai 2008, a alcătuit documentația necesară demarării acestui proiect, depunând-o imediat la Inspectoratul Școlar Județean Constanța, în prezent existând speranțe mari în ceea ce privește soluționarea pozitivă a acestei cereri de către forurile superioare din învățământ, proiectul în cauză figurând pe lista de priorități a Inspectoratul Școlar Județean Constanța.
Prin crearea acestui Centru de Documentare și Informare se are în vedere realizarea egalității șanselor elevilor din mediul rural, a elevilor proveniți din medii culturale, economice și sociale diferite, prin punerea la dispoziție a materialelor necesare unei bune informări și documentări. 

## Personalități
- Gheorghe Dumitrașcu (1939 -2017), profesor universitar, senator